# Сураж (гміна)
Гміна Сураж (пол. Gmina Suraż) — місько-сільська гміна у східній Польщі. Належить до Білостоцького повіту Підляського воєводства.
Станом на 31 грудня 2011 у гміні проживало 2075 осіб.

## Територія
Згідно з даними за 2007 рік площа гміни становила 76.60 км², у тому числі:
- орні землі: 78.00%
- ліси: 14.00%

Таким чином, площа гміни становить 2.57% площі повіту.

## Населення
Станом на 31 грудня 2011:
| Опис     | Загалом | Загалом | Чоловіки | Чоловіки | Жінки | Жінки |
| -------- | ------- | ------- | -------- | -------- | ----- | ----- |
| одиниця  | осіб    | %       | осіб     | %        | осіб  | %     |
| все      | 2075    | 100     | 1024     | 49.35    | 1051  | 50.65 |
| міське   | 1007    | 100     | 494      | 49.06    | 513   | 50.94 |
| сільське | 1068    | 100     | 530      | 49.63    | 538   | 50.37 |

## Сусідні гміни
Гміна Сураж межує з гмінами: Вишкі, Лапи, Посьвентне, Туроснь-Косьцельна, Юхновець-Косьцельни.